# S-IC
L'S-IC ("essa u cé") va ser el primer tram del coet Saturn V. Va ser construït per Boeing. Igual que el primer tram de la majoria de coets, gran part de la seva massa al llançament de més de 2.000 tones era combustible, en aquest cas querosè RP-1 i oxigen líquid (LOX) com a oxidant. Mesurava 42 metres d'alçada i 10 de diàmetre. Proporcionava un impuls de 33,4 MN per propulsar el coet els primers 61 quilòmetres de l'ascens. Tenia cinc motors F-1, un estava fix al centre, mentre que els quatre situats a les vores podien girar hidràulicament mitjançant una suspensió de Cardan, cosa que permetia controlar el coet.

## Components
El component individual més gran i més pesat de l'S-IC era l'estructura d'empenta, amb una massa de 24 lb. Va ser dissenyat per donar suport a la propulsió dels cinc motors i redistribuint-lo uniformement per la base del coet. Hi havia quatre àncores que aguantaven el coet mentre es propulsava. Es trobaven entre els forjats d'alumini més grans produïts als EUA. En aquell moment, 4,3 m de llarg i 816 kg de pes. Les quatre aletes estabilitzadores van suportar una temperatura de 1100 °C
Per sobre de l'estructura d'empenta hi havia el dipòsit de combustible, que contenia 730.000 m3 de combustible RP-1. El dipòsit en si tenia una massa superior a 12 kg i podria alliberar 4900 m3/s. El nitrogen es va fer bombollejar pel dipòsit abans del llançament per mantenir el combustible barrejat.
Entre els dipòsits de combustible i d'oxigen líquid hi havia l'intertanc.